# Marco Aurélio dos Santos
Marco Aurélio dos Santos, meglio noto come Marquinho (San Paolo, 7 ottobre 1974), è un ex giocatore di calcio a 5 brasiliano, campione del mondo con la nazionale brasiliana nel 2008.

## Carriera

### Club
Pivot carismatico e dai movimenti elastici, eccelleva nel saltare l'avversario. Ha legato buona parte della carriera all'Inter, contribuendo in maniera determinante allo straordinario ciclo di successi del primo decennio del XXI secolo. Dopo cinque anni di residenza in Spagna, nel dicembre del 2006 ottiene la cittadinanza spagnola. Oltre ai trofei vinti con la formazione madrilena, il palmarès di Marquinho comprende due Liga Nacional de Futsal vinti in patria con Vasco da Gama e Carlos Barbosa oltre a una F. League con i Nagoya Oceans. Dopo aver annunciato il proprio ritiro dal professionismo al termine dell'esperienza giapponese, gioca per alcuni mesi con i dilettanti dell'Arsenal di Tocantinópolis.

### Nazionale
Con la nazionale maschile di calcio a 5 del Brasile ha vinto la Coppa del Mondo 2008, due edizioni della Copa América (1999 e 2008) nonché l'unica edizione disputata dei Giochi panamericani (2007). Conclusa la carriera sportiva ha intrapreso quella dirigenziale all'interno della Confederação Brasileira de Futebol de Salão.

## Palmarès

### Club

#### Competizioni nazionali
- Campionato brasiliano: 2
Vasco da Gama: 2000
Carlos Barbosa: 2001
- Campionato spagnolo: 5
Inter: 2001-02, 2002-03, 2003-04, 2004-05, 2007-08
- Coppa di Spagna: 4
Inter: 2003-04, 2004-05, 2006-07, 2008-09
- Supercoppa di Spagna: 5
Inter: 2002, 2003, 2005, 2007, 2008
- Campionato giapponese: 1
Nagoya Oceans: 2011-12

#### Competizioni internazionali
- Coppa UEFA: 3
Inter: 2003-04, 2005-06, 2008-09
- Coppa Intercontinentale: 5
Inter: 2005, 2006, 2007, 2008, 2011

### Nazionale
- Campionato mondiale: 1
Brasile 2008
- Coppa America: 2
Joinville 1999, Uruguay 2008
- Giochi panamericani: 1 
Rio de Janeiro 2007